# 郑清之
郑清之（1176年—1251年）。初名燮，字文叔，后字德源，号安晚，庆元府鄞（今浙江宁波）人，南宋大臣。

## 简历
少曾從樓昉學習，為樓鑰稱賞。寶慶元年（1225年）除起居郎。寶慶二年，代理工部侍郎，進給事中。嘉泰二年进士及第。历官光禄大夫，左、右丞相，太傅，卫国公（齐国公）等。鄭清之與史彌遠同為四明人，因史彌遠的拔擢，在仕途一路扶搖直上。紹定六年（1233年）十月，史彌遠病重，將鄭清之升為右相兼樞密使。端平元年（1234年）理宗亲政，郑清之召回真德秀、魏了翁等贤才。次年拜左丞相兼樞密使。淳祐末年，元兵大举侵宋，郑清之进十龟元吉箴劝帝励精图治，未能实施，而后退仕隐居。赠尚书令、追封魏郡王、谥号忠定。著有《安晚集》六十卷。

## 遗迹
今广东潮州饶平县海山镇坂上村三百门大湾山北麓郑清之墓。碑铭“宋祖敕封考踢进士第右丞相太傅卫国公净庵清之郑公墓，敕封妣一品夫人闺淑樊氏”。